# Мауэр (округ)
Ма́уэр (англ. Mower County, /ˈmaʊ.ər/) — округ в штате Миннесота, США. Административный центр и крупнейший город — Остин. По переписи 2000 года в округе проживают 38 603 человека. Площадь — 1843 км², из которых 1842,4 км² — суша, а 0,55 км² — вода. Плотность населения составляет 21 чел./км².

## История
Округ был основан в 1855 году.